# Tromotriche
Tromotriche es un género de fanerógamas de la familia Apocynaceae. Contiene 18 especies. Es originario de África donde se encuentra en Namibia y Sudáfrica.

## Descripción
Son mazos de tallos rastreros suculentos (colgando de los acantilados), de 3-10 cm de alto, con el látex incoloro; los rizomas presente, con raíces fibrosas. Los brotes suculentos, de color azul-verdoso, cilíndricos, de  5-50 (-300) cm de largo, 6-25 mm de ancho, 4-angular, con ángulos redondeados, glabros. Las hojas son caducas, reducidas a escalas o casi ausentes, de propagación horizontal y 0,1 cm de largo, triangulares, deltadas, el ápice agudo u obtuso; las estípulas son glandulares y globosas.
Las inflorescencias son extra-axilares (basales en los flancos apicales de los tallos), con 1-5 flores, y 1-2 flores abiertas de forma simultánea, simples, pedunculadas, los pedúnculos más cortos que los pedicelos, glabros; raquis persistente. Las flores son fétidas y nectaríferas.

## Taxonomía
El género fue descrito por Adrian Hardy Haworth y publicado en Syn. Pl. Succ. 36. 1812.

## Especies
| - Tromotriche aperta - Tromotriche baylissii - Tromotriche choanantha - Tromotriche ciliata - Tromotriche engleriana - Tromotriche fuscata - Tromotriche glauca - Tromotriche herrei - Tromotriche longii | - Tromotriche longipes - Tromotriche mutabilis - Tromotriche obliqua - Tromotriche pedunculata - Tromotriche pruinosa - Tromotriche revoluta - Tromotriche ruschiana - Tromotriche thudichumii - Tromotriche umdausensis |